# 1. Fallschirmjäger-Division
Pour les articles homonymes, voir 1re division.
La 1. Fallschirmjäger-Division (1re division parachutiste) est une des divisions de parachutistes (Fallschirmjäger) de l'armée allemande (Wehrmacht) dans la Luftwaffe durant la Seconde Guerre mondiale.
Formée le 1er mai 1943 à partir de la 7. Flieger-Division en France. Dès la fin-mai 1943, la 1. FJD est en poste à Flers près de Caen, en réserve, rattachée au XI. Fliegerkorps/Heeresgruppe D.
La première partie de la division est arrivée en Sicile le 12 juillet 1943, directement sous la XIV. Armeekorps, et participe immédiatement à la défense de l'île. La division est la dernière unité à quitter la Sicile le 17 août 1943. Puis elle est au repos en Calabre pendant le reste du mois d'août et en début de septembre. La Division reste en Italie jusqu'à la fin de la guerre.

## Commandement
| Début            | Fin              | Grade                        | Nom                      |
| ---------------- | ---------------- | ---------------------------- | ------------------------ |
| 1er mai 1943     | 4 janvier 1944   | General der Fallschirmtruppe | Richard Heidrich         |
| 4 janvier 1944   | 21 février 1944  | Generalmajor                 | Hans Korte (par intérim) |
| 21 février 1944  | 17 novembre 1944 | General der Fallschirmtruppe | Richard Heidrich         |
| 18 novembre 1944 | 2 mai 1945       | Generalmajor                 | Karl-Lothar Schulz       |

## Chef d'état-major
| Début           | Fin             | Grade          | Nom            |
| --------------- | --------------- | -------------- | -------------- |
| 15 juin 1943    | 28 octobre 1943 | Oberstleutnant | Adolf Häring   |
| 28 octobre 1943 | 1944            | Major          | Otto Heckel    |
| 1944            | 1945            | Major          | Fritz Knobloch |

## Rattachement
| Date                         | Rattachement             | Localisation     |
| ---------------------------- | ------------------------ | ---------------- |
| Juin 1943 - Juillet 1943     | Réserve, Heeresgruppe D  | Sud de la France |
| Août 1943                    | XIV. Armeekorps/OB       | Sud de la Sicile |
| Septembre 1943               | XIV. AK/AOK. 10          | Brindisi, Ortona |
| Octobre 1943                 | LXXVI. Armeekorps/AOK.10 | Côte adriatique  |
| Février 1944 - Mai 1944      | XIV. AK/ AOK. 10         | Monte Cassino    |
| Juin 1944 - Octobre 1944     | XXVI. Armeekorps/AOK. 10 | Adria, Rimini    |
| Novembre 1944 - Janvier 1945 | XIV. AK/AOK. 10          | Imola/Via Emilia |
| Février 1945 - Avril 1945    | FsAK/AOK. 10             | Imola/Via Emilia |

## Composition
- Divisionsstab
- Fallschirm-Jäger-Regiment 1
- Fallschirm-Jäger-Regiment 3
- Fallschirm-Jäger-Regiment 4
- Fallschirm-Panzer-Jäger-Abteilung 1
- Fallschirm-Artillerie-Regiment 1
- Fallschirm-Flak-Abteilung 1
- Fallschirm-Pionier-Bataillon 1
- Luftnachrichten-Abteilung der Fallschirm-Jäger-Division 1
- Fallschirm-Sanitäts-Abteilung 1
- Fallschirm-Feldersatz-Bataillon 1 avec Kampfschule
- Feldgendarmerie-Trupp 646
- Fallschirm-Aufklärungs-Kompanie 1
- Versorgungseinheiten 1

## Théâtres d'opérations
- France : mai 1943 - juillet 1943
- Sicile : juillet 1943 - septembre 1943
- Italie : septembre 1943 - mai 1945
  - octobre 1943 : défense du port de Termoli, contre le Special Raiding Squadron et le Special Air Service.
  - Bataille de Monte Cassino
  - mai 1944 : Combats sur la Ligne Gustave
  - avril 1945 : Prise de Bologne (ultime défaite)

## Sources
- Bernage, Georges; de Lannoy, François. Dictionnaire Histoire - La Luftwaffe-La Waffen SS - 1939-1945. Éditions Heimdal, 1998.  (ISBN 978-2-84048-119-5)
- (en) 1. Fallschirm-Jäger-Division@The Luftwaffe, 1933-45